# المدرسة العليا للحرب (فرنسا)
المدرسة العليا للحرب كانت أرفع معاهد التعليم العسكري وكلية أركان في الجيش الفرنسي من 1876 حتى 1993، حين دُمجت في الكلية المشتركة للدفاع التي خلفتها سنة 2011 مدرسة الحرب. كان مقرها في المدرسة العسكرية (باريس)، وتولّت تدريب ضباط الأركان والضباط العامين.

## التأسيس
استلهمت فكرة المدرسة من دروس الحرب الفرنسية البروسية 1870. قرر الجنرال إرنست كورتو دي سيسي إنشاء دورات لإعداد ضباط الأركان والقيادة، وأُقيمت أول دورة تدريبية مؤقتًا في ليزانفاليد سنة 1876 تحت قيادة الجنرال غانديل، قبل انتقالها عام 1880 إلى المدرسة العسكرية (باريس).

## مناهج بارزة
في 1884 تولى القائد لوي غوجا دي مايو تدريس تكتيكات المشاة، مستخلصًا مبادئ العمل العسكري من معركة غرافيلوت. وفي 1892 قدّم القائد هنري بونال مقررات التاريخ العسكري والاستراتيجية، مستندًا إلى معركة فورث وحروب نابليون. أدخل الاثنان تدريبات المحاكاة الحربية على طريقة كريغشبييل الألمانية.

## فوش
بين 1895 و1901 درّس فرديناند فوش التاريخ العسكري والاستراتيجية، مع التركيز على وضوح المهمة وضمان الأمان، مستخدمًا أمثلة حية لتوضيح أهمية الثبات قبل التقدم.